# Videojuego de mundo abierto
Un videojuego de mundo abierto es aquel que ofrece al jugador la posibilidad de moverse libremente por un mundo virtual y alterar cualquier elemento a su voluntad.
El término, a menudo, se usa alternativamente a otros como sandbox y free-roaming; sin embargo, los términos mundo abierto y free-roaming describen el ambiente del juego en sí y alude más a la carencia de cualquier tipo de barrera artificial, en oposición a las paredes invisibles y la aparición de otras pantallas que suelen ser comunes en los videojuegos lineales. Por su parte, el término sandbox se refiere a la mecánica de un videojuego y cómo el jugador se entretiene con su capacidad para jugar creativamente, sin límites estructurales artificiales y sin "una manera correcta" de jugar el videojuego.
Pese a su denominación, muchos videojuegos de mundo abierto mantienen ciertas restricciones en algunos puntos de la historia, ya sea debido a limitaciones absolutas de diseño del juego o limitaciones temporales (tales como zonas bloqueadas) impuestas por la linealidad del videojuego. Hasta la fecha, el juego con mayor extensión de área es el juego Minecraft, con un mundo ilimitado de base por su programación en 32 bits que se va generando acorde a la distancia a la que el jugador avance.

## Jugabilidad y diseño
Un videojuego de mundo abierto es un diseño con una vasta zona no lineal con muchos caminos por los que llegar al objetivo. Algunos videojuegos son diseñados como niveles tradicionales y con mundo abierto. Un mundo abierto facilita una exploración mucho mayor que una serie de pequeños niveles o un nivel con muchos desafíos lineales. Los críticos y analistas de videojuegos han juzgado la calidad de un mundo abierto en función de si existen caminos interesantes para el jugador para interactuar con el nivel más amplio del juego cuando se ignora el objetivo principal. Algunos juegos utilizan ambientaciones reales para modelar el mundo abierto, como la ciudad de Nueva York.
Un reto importante del diseño es el equilibrio entre la libertad que otorga el mundo abierto y la estructura de una historia dramática. Desde que los jugadores pueden desarrollar acciones que los diseñadores del juego no esperaban, los escritores de videojuegos deben encontrar formas más creativas para imponer una historia al jugador sin interferir en su libertad. Como tal, videojuegos con un mundo abierto romperán, en ocasiones, la historia central del juego con una serie de misiones o una trama más simple en conjunto. Otros juegos, en cambio, ofrecen misiones paralelas o secundarias que no interrumpen la historia principal. La mayoría de videojuegos de mundo abierto presentan al personaje como una pizarra en blanco en la que los jugadores pueden proyectar sus propios pensamientos o forma de actuar, pese a que algunos juegos como Landstalker: The Treasures of King Nole ofrecen más desarrollo del personaje y diálogos.
Un videojuego de mundo abierto habitualmente presenta al jugador vidas infinitas o continuaciones, aunque juegos como Blaster Master fuerzan al jugador a comenzar la partida desde el principio si el jugador muere varias veces. También existe un riesgo en que los jugadores puedan perderse en ese mundo abierto; por lo tanto los diseñadores, a veces, tratan de romper ese mundo abierto con secciones manejables.